# Czarny anioł
Czarny anioł (ang. The Dark Angel) – amerykański film z 1935 roku w reżyserii Sidneya Franklina.

## Obsada
- Fredric March
- Merle Oberon
- Herbert Marshall
- Janet Beecher

## Nagrody i nominacje
| Nazwa nagrody | Wygrane                                | Nominacje                                                                                                 |
| ------------- | -------------------------------------- | --- |
| Oscar         | 1936 Najlepsza scenografia Richard Day | 1936 Najlepsza aktorka pierwszoplanowa Merle Oberon Najlepszy dźwięk Thomas T. Moulton United Artists SSD |